# Мужская сборная Белиза по софтболу
Мужская национальная сборная Белиза по софтболу — представляет Белиз на международных софтбольных соревнованиях. Управляющей организацией выступает Федерация софтбола Белиза (англ. Belize Softball Federation).

## Результаты выступлений

### Панамериканские чемпионаты
| Год       | Победы         | Поражения      | Место          |
| --------- | -------------- | -------------- | -------------- |
| 1981—2014 | не участвовали | не участвовали | не участвовали |
| 2017      | 0              | 7              | 16             |
| 2022      | не участвовали | не участвовали | не участвовали |